# 洪边州
洪边州，中国古代元朝的州。
至元年间设置洪边州，治所在今贵州省贵阳市北。属湖广行省八番罗甸宣慰司，明朝建立后废洪边州，其地属于贵州宣慰司。 